# Swan Song (песня)
«Swan Song» (с англ. — «Лебединая песня») — песня британской поп певицы Дуа Липы. Песня была выпущена 24 января 2019 года в качестве сингла, лейблом Warner Bros. Records. Песня являться частью саундтрека фильма «Алита: Боевой ангел», снятого по мотивам  манги Юкито Кисиро «Оружие мечты». Песня была написана Дуа Липой, Джастином Трэнтер, Маттиасом Ларссоном, Робином Фредрикссоном и Томасом Холкенборгом. Музыкальное видео, снятое Флорией Сигизмонди, вышло 24 января 2019 года. Сингл достиг 24 строчки чартов Ирландии и Великобритании.

## История
Песня была анонсирована в конце 2018 года, после чего 3 января 2019 года, Дуа Липа выложила в своем Instagram фрагмент клипа. Первоначально планировалось выпустить песню 25 января, но 17 января Дуа Липа сообщила что песня выйдет на день раньше.

## Композиция
По словам Rolling Stone, Липа «напевает над приглушенной электронной музыкой, воздушными синтезаторами, колющими медными барабанами и вокальными песнопениями». Голос певицы был описан как «вызывающее число, выровненное с возбудимым, перколяционным ударом».

## Музыкальное видео
24 января 2019 года, на канале Дуа Липы в YouTube, был выпущен официальный клип. Режиссером клипа стала Флория Сигизмонди. В видео показывается футуристическое будущее. Железный город, представляет из себя большую свалку, заполненную дымом. Певица с золотыми и серебряными цепями над черным кожаным топом и брюками, ходит по улицам этого города. В середине видео Липа подходит к зеркалу, которое отражает изображение Алиты из фильма. В конце видео персонаж Дуа Липы превращается в Алиту.

## Коммерческий успех
Сингл «Swan Song» занял 24 строчку в чартах Ирландии и Великобритании. Песня заняла 27 и 31 строчку чартов Шотландии и Чехии.

## Чарты
| Чарт (2019)                                | Лучшая позиция |
| ------------------------------------------ | -------------- |
| Australia (ARIA)                           | 68             |
| Бельгия/Фландрия (Ultratop 50)             | 50             |
| Бельгия/Валлония (Ultratip Bubbling Under) | 1              |
| Канада (Billboard Canadian Hot 100)        | 99             |
| Канада (Billboard CHR/Top 40)              | 31             |
| Канада (Billboard Hot AC)                  | 50             |
| Чехия (Singles Digitál Top 100)            | 31             |
| France (SNEP)                              | 196            |
| Германия (GfK)                             | 99             |
| Венгрия (Stream Top 40)                    | 11             |
| Ireland (IRMA)                             | 24             |
| Mexico Ingles Airplay (Billboard)          | 1              |
| Netherlands (Tipparade)                    | 1              |
| New Zealand Hot Singles (RMNZ)             | 5              |
| Португалия (AFP)                           | 63             |
| Шотландия (OCC Scotland)                   | 27             |
| Словакия (Singles Digitál Top 100)         | 21             |
| Sweden (Sverigetopplistan)                 | 67             |
| Швейцария (Schweizer Hitparade)            | 96             |
| Великобритания (OCC UK Singles)            | 24             |
| США (Billboard Bubbling Under Hot 100)     | 4              |
| США (Billboard Adult Pop Airplay)          | 39             |
| США (Billboard Dance Club Songs)           | 25             |
| США (Billboard Pop Airplay)                | 21             |

## История релиза
| Регион    | Дата           | Формат                        | Издатель     | Прим.  |
| --------- | -------------- | ----------------------------- | ------------ | ------ |
| Различные | 24 января 2019 | цифровая дистрибуция стриминг | Warner Bros. | [ 1 ]  |
| Различные | 29 января 2019 | Радио современных хитов       | Warner Bros. | [ 44 ] |